# Биатлон на зимните олимпийски игри 1976
Състезанията по биатлон на зимните олимпийски игри през 1976 г. включват индивидуален старт на 20 km с четири стрелби и времеви наказания и щафета 4 × 7,5 km с наказателни обиколки по 200 m за мъже. 

## Индивидуален старт мъже
Преди състезанието фаворити са световният шампион от предишната година Хейки Икола (Heikki Ikola) от Финландия, съветският вицешампион от световното първенство Николай Круглов и съотборникът му Александър Тихонов. След първата стрелба Тихонов водис 15 секунди пред Икола. На втората стрелба Тихонов прави първата си грешка и получава едноминутно наказание, но въпреки това увеличава преднината си пред Икола до 26 секунди. Същевременно Круглов достига третото място, на 25 секунди зад Икола. След третата стрелба Тихонов води с 1:02 минути пред Икола, който е на 8 секунди пред Круглов. Съветският състезател Александър Елизаров достига четвъртото място, на 26 секунди зад Круглов. 
На последната стрелба първи пристига Круглов, който прави една грешка и бива наказан с минута. След него на рубежа пристига Икола, който прави две грешки и получава две минутно наказание. Тихонов изпуска нервите си и получава шест минутно наказание, като по този начин изостава до седмо място. Елизаров получава две минутно наказание и е на 19 секунди зад Икола след последната стрелба. 
Круглов запазва преднината си с лекота, Икола губи част от преднината си пред Елизаров, но успява да завърши втори, с 11 секунди пред съветския състезател. 
Въпреки че Тихонов има най-доброто време за бягане, почти две минути по-бързо от това на Круглов, той завършва на пето място. 
България дебютира в състезанията по биатлон на зимни олимпийски игри. Христо Маджаров и Илия Тодоров завършват съответно на 33-то и 43-то място от 21-ма участници. 
| Място | Име                 | Държава   | Време      | Грешки  |
| ----- | ------------------- | --------- | ---------- | ------- |
| 01    | Николай Круглов     | СССР      | 1:08:30.98 | 1+0+0+1 |
| 02    | Хейки Икола         | Финландия | 1:09:54.26 | 0+0+0+2 |
| 03    | Александър Елизаров | СССР      | 1:10:13.23 | 1+0+0+2 |
| 33    | Христо Маджаров     | България  | 1:19:03.10 | 0+1+0+7 |
| 46    | Илия Тодоров        | България  | 1:21:28.36 | 1+2+1+3 |

## Щафета мъже
Фаворити за победата преди състезанието са представителите на СССР, които преди това са спечелили титлите на пет от осемте последни световни първенства. Една от загубите им е на световното първенство от 1975 г., когато Финландия ги побеждава.
| Място | Имена | Държава   | Време      | Грешки |
| ----- | ----- | --------- | ---------- | ------ |
| 01    |       | СССР      | 1:57:55.64 | 0      |
| 02    |       | Финландия | 2:01:45.58 | 2      |
| 03    |       | ГДР       | 2:04:08.61 | 5      |